# Soroako

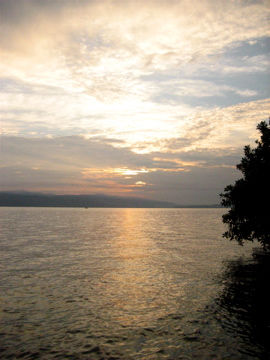
Le lac Matano

Soroako, qu'on écrit aussi Sorowako, est une petite ville minière dans le nord-est de la province indonésienne de Sulawesi du Sud dans l'île de Sulawesi.
Une mine de nickel à ciel ouvert y est exploitée par PT Inco Indonesia, filiale de la société canadienne Vale Inco.
Située dans les monts Verbeek, Soroako est entourée de trois lacs : Matano, Towuti et Mahalona. Le lac Matano est le plus profond d'Indonésie.